# Dildarnagar Fatehpur Bazar
Dildarnagar Fatehpur Bazar é uma cidade e uma nagar panchayat no distrito de Ghazipur, no estado indiano de Uttar Pradesh.

## Demografia
Segundo o censo de 2001, Dildarnagar Fatehpur Bazar tinha uma população de 11,409 habitantes. Os indivíduos do sexo masculino constituem 52% da população e os do sexo feminino 48%. Dildarnagar Fatehpur Bazar tem uma taxa de literacia de 70%, superior à média nacional de 59.5%: a literacia no sexo masculino é de 77% e no sexo feminino é de 63%. Em Dildarnagar Fatehpur Bazar, 16% da população está abaixo dos 6 anos de idade.